# 大謝瓦斯季亞尼夫卡
48°53′1″N 29°46′5″E / 48.88361°N 29.76806°E
大塞瓦斯蒂亞尼夫卡（烏克蘭語：Велика Севастянівка）是位於烏克蘭中部的村莊，由切爾卡瑟州烏曼區的赫里斯蒂尼夫卡市鎮負責管轄。該村海拔高度221米，2022年人口2,500，98%居民使用烏克蘭語。